# 나루코고텐유역
나루코고텐유역(일본어: 鳴子御殿湯駅)은 일본 미야기현 오사키시에 위치한 동일본 여객철도 리쿠우토 선의 철도역이다. 단선 승강장 1면 1선의 구조를 갖춘 지상역이다.

## 이용 현황
| 승차 인원 추이 | 승차 인원 추이 |
| 연도           | 1일 평균       |
| -------------- | -------------- |
| 2000           | 137            |
| 2001           | 131            |
| 2002           | 130            |
| 2003           | 119            |
| 2004           | 109            |
| 2005           | 111            |
| 2006           | 110            |
| 2007           | 104            |
| 2008           | 97             |
| 2009           | 86             |
| 2010           | 76             |
| 2011           | 70             |
| 2012           | 76             |
| 2013           | 74             |
| 2014           | 69             |
| 2015           | 64             |

## 역 주변
- 국도 제47호선
- 히가시나루코 온천

## 역사
- 1952년 1월 25일 : 히가시나루코역으로서 개업.
- 1987년 4월 1일 : 일본국유철도 분할 민영화에 의해, 동일본 여객철도가 승계.
- 1997년 3월 22일 : 나루코고텐유역으로 개칭.
- 2004년 9월 20일 : 구 역사를 6월 하순에 해체하여 역사 개축. 테이프 컷팅 개시.
- 2008년 4월 : 위탁 역장을 관광 역장으로 임명.

## 인접 역
| ■ 리쿠우토 선            | ■ 리쿠우토 선 | ■ 리쿠우토 선        |
| ------------------------ | ------------- | -------------------- |
| 가와타비온센 고고타 방면 | ■ 리쿠우토 선 | 나루코온센 신조 방면 |